# Хосе Луїс Сампедро
Хосе Луїс Сампедро Саес (народився 1 лютого 1917, Барселона, Іспанія — 8 квітня 2013, Мадрид) — іспанський економіст, гуманіст і письменник.

## Біографія
Хосе Луїс Сампедро Саес народився в Барселоні в 1917 році і виріс у Танжері, Марокко. У 1936 році він був завербований республіканською армією для участі в громадянській війні в Іспанії. Під час війни дислокувався зі своїм батальйоном у Мелільї, Каталонія, Гвадалахарі та Уете, провінція Куенка. Після навчання на митного офіцера в Сантандері він переїхав до Мадрида, де вивчав економіку і закінчив університет з відзнакою в 1947 році. Потім влаштувався на роботу в Banco Bilbao Vizcaya Argentaria.
З 1955 року він отримав посаду професора економічної структури в Мадридському університеті Комплутенсе, яку обіймав до 1969 року. Протягом цього часу також був запрошеним професором в університетах Солфорда та Ліверпуля та був співзасновником Centro de Estudios e Investigaciones. Деякий час жив за межами Іспанії і повернувся лише в 1976 році. Він працював радником з економічних питань і був сенатором у першому демократично обраному парламенті Іспанії (точніше: в Сенадо – верхня палата) з 1977 по 1979 рік.
Паралельно зі своєю діяльністю економіста Сампедро опублікував кілька романів та оповідань. Після виходу на пенсію він зосередився виключно на письменництві. Він мав великий успіх з романами «Жовтень, жовтень» (Octubre, octubre), «Етруська усмішка» (La sonrisa etrusca) та «Спів сирени» (La vieja sirena) наприкінці 1980-х років. У 1986 році померла його дружина Ізабель Пеллісер, з якою він був одружений з 1944 року. У 1990 році він став членом Королівської академії іспанської мови.
Як гуманіст, він часто критикував соціальний і моральний розпад західного суспільства, неолібералізм і темну сторону капіталізму. В інтерв'ю Frankfurter Allgemeine Sonntagszeitung Сампедро розкритикував європейський капіталізм і порівняв його з кінцем Римської імперії: Тоді саме варвари вторглися в Римську імперію, підірвали її зсередини і врешті-решт зруйнували. Це був плавний перехід. І сьогодні ми знову переживаємо час переходу від капіталістичного суспільства до технологічного. У науці для цього є слово: ентропія. Щось росте, поки не зруйнується під власною вагою.
Чимало ЗМІ вшанували пам'ять померлого у некрологах.

## Твори
Економіка
- 1957: Principios prácticos de localización industrial
- 1959: Realidad económica y análisis estructural
- 1967: Las fuerzas decisivas de la economía mundial
- 1973: Conciencia del subdesarrollo
- 1976: Inflación: una versión completa
- 2002: El mercado y la globalización
- 2003: Los mongoles en Bagdad
- 2006: Sobre política, mercado y convivencia
- 2009: Economía humanista. Algo más que cifras

Романи
- 1939: La estatua de Adolfo Espejo (1994)
- 1947: La sombra de los días (1994)
- 1952: Congreso en Estocolmo
- 1961: El río que nos lleva
- 1970: El caballo desnudo
- 1981: Octubre, octubre
- 1985: La sonrisa etrusca
- 1990: La vieja sirena
- 1993: Real Sitio
- 2000: El amante lesbiano
- 2006: La senda del drago
- 2011: Cuarteto para un solista

Оповідання
- 1992: Mar al fondo
- 1993: Mientras la tierra gira

Інші твори
- 2005: Escribir es vivir (автобіографія, разом з Ольгою Лукас)
- 2008: La ciencia y la vida (розмова з кардіологом Валентином Фустером, редактор Ольга Лукас)
- 2011: Reacciona